# Cyperus inaequalis
Cyperus inaequalis är en halvgräsart som beskrevs av Willemet. Cyperus inaequalis ingår i släktet papyrusar, och familjen halvgräs.
Artens utbredningsområde är Mauritius. Inga underarter finns listade i Catalogue of Life.